# Wang Liping (lekkoatletka)
Wang Liping (chiń. upr. 王丽萍; chiń. trad. 王麗萍; pinyin Wáng Lìpíng; ur. 8 lipca 1976 w Fengcheng) – chińska lekkoatletka, chodziarka, mistrzyni olimpijska. Zwyciężyła w chodzie na 20 kilometrów na Letnich Igrzyskach Olimpijskich 2000 w Sydney. Cztery lata później w Atenach w chodzie na 20 kilometrów zajęła 8. miejsce. 
Jej rekordy życiowe wynoszą 21:42 w chodzie na 5 kilometrów, 42:53 w chodzie na 10 kilometrów oraz 1:26:23 w chodzie na 20 kilometrów.